# Powiat Bludenz
Powiat Bludenz (niem. Bezirk Bludenz) – powiat w zachodniej Austrii, największy w kraju związkowym Vorarlberg. Siedziba powiatu znajduje się w mieście Bludenz.

## Geografia
Powiat leży w Alpach Centralnych, w pasmach Rätikon, Verwallgruppe i Silvretta.
Graniczy na zachodzie z Liechtensteinem, na południu ze Szwajcarią (Gryzonia), na północy z powiatami Feldkirch i Bregencja oraz na wschodzie z krajem związkowym Tyrol oraz powiatami Reutte i Landeck.
Większe miejscowości i ważniejsze drogi znajdują się w dolinach takie jak: Großes Walsertal, Lechtal, Klostertal czy Montafon.

## Podział administracyjny
Powiat podzielony jest na 29 gmin, w tym jedną gminę miejską (Stadt), dwie gminy targowe (Marktgemeinde) oraz 26 gmin wiejskich (Gemeinde).

Gminy powiatu

| Miasta 1. Bludenz (15 029) Gminy targowe 1. Nenzing (6402) 2. Schruns (4027) | Gminy 1. Bartholomäberg (2386) 2. Blons (359) 3. Bludesch (2617) 4. Brand (788) 5. Bürs (3418) 6. Bürserberg (574) 7. Dalaas (1607) 8. Fontanella (476) 9. Gaschurn (1558) 10. Innerbraz (1009) 11. Klösterle (682) 12. Lech (1605) 13. Lorüns (296) 14. Ludesch (3677) 15. Nüziders (4990) 16. Raggal (898) 17. St. Anton im Montafon (705) 18. St. Gallenkirch (2216) 19. St. Gerold (383) 20. Silbertal (859) 21. Sonntag (636) 22. Stallehr (285) 23. Thüringen (2293) 24. Thüringerberg (721) 25. Tschagguns (2187) 26. Vandans (2773) |
| (Stan liczby mieszkańców 1 stycznia 2023)                                    | |